# 리사 해전 (1866년)
리사 해전 은 1866년 7월 20일 아드리아해 달마티아 제도의 비스섬 근해에서 오스트리아 제국과 이탈리아 왕국 간에 벌어진 전투이다. 총톤수, 함정 숫자, 함포 개수등 모든 면에서의 열세를 극복하고 오스트리아 해군이 이탈리아 해군에게 승리한 전투였다. 인류 해전사에서 장갑함 사이에 치러진 최초의 전투였고 충각전술 이 효과를 발휘한 마지막 해전이기도 했다.
이탈리아 해군이 대략 1450발의 포탄을 전투에서 사용했지만 두 척을 제외한 나머지 오스트리아 함정들에게는 별다른 치명상을 입히지 못했다. 이탈리아 해군은 권력 갈등으로 부사령관이자 별동 함대 지휘관 알비니(Alvini)가 전투 해역에 나타나지 않았던 데다가, 오스트리아 군이 치밀한 전술 계획에 따라 소규모 공방전을 거듭 유도한 끝에 본 전투에서 남은 장갑함의 숫자는 7척의 오스트리아에 대해 이탈리아는 단 4척 뿐이었다. 오스트리아 제독 테겟호프(Tegetthoff)는 모든 면에서 우월했던 적을 맞아 각개격파 전술로 각기 고립된 적들을 격파해 나갔다.

## 역사적 배경
리사 해전은 이탈리아 독립전쟁 때문에 일어났다. 시기적으로는 제3차 독립전쟁에 해당하는데, 당시 이탈리아는 프로이센-오스트리아 전쟁에서 프로이센과 동맹하여 베네치아 탈환을 노리고 있었다. 최종 목표는 과거 빈 회의로 인해 오스트리아에 뺏긴 베니스 공화국의 구 영토를 이탈리아 왕국이 수복하는 것이었다.
오스트리아 함대는 11척의 증기기관 상선대(통상파괴선)와 7척의 장갑함을 결합해 편성됐다. 이탈리아는 본대와 별동대 합쳐 모두 12척의 장갑함과 17척의 통상파괴선 구성의 함대로서 오스트리아의 그것보다 숫자가 많았다. 오스트리아는 121대 276으로 함포수에서도 밀렸다. 당연히 총톤수(예비함대 제외)에서도 2배 가까운 갭을 안고 전투에 임해야 했다. 게다가 이탈리아 해군에는 당시 최신함으로서 세계 최초로 터렛 형태의 함포를 장착했던 아폰다토레(Affondatore) 함이 배치돼 있었다. 60세의 피에몬테 백작 카를로 디 페르사노(Carlo di Persano) 제독이 이탈리아 해군을 책임졌고, 반면 오스트리아는 39세의 젊은 제독 빌헬름 폰 테겟호프(Wilhelm von Tegetthoff) 백작이 함대를 지휘했다.
단 오스트리아는 당시 아드리아 해의 제해권을 가지고 있었으며 비스섬의 리사 항구 역시 트란실바니아 출신의 루마니아인 연대장 다비드 우르스 데 마기나(David Urs de Margina)의 지휘하에 영유중이었다.

## 전술 계획
페르사노 사령관의 지휘하에 이탈리아군은 함대를 셋으로 쪼갰다. 페르사노 본인이 지휘하는 본함대가 9척의 장갑함을 갖춰 주 화력을 보유했고, 나머지 3척의 장갑함으로 그의 정적(政敵)인 알비니 제독이 지휘하는 별동대가 뒤를 받치는 형태로 비스섬 상륙 작전의 호위를 담당했으며 마지막으로 바카 제독(Admiral Vacca)이 예비전력으로서 범선들을 이끌었다.
공격측인 오스트리아 역시 함대를 셋으로 쪼갰다. 제1 대대는 장갑함으로만 구성했고 2대대를 통상파괴선으로 채웠다. 그리고 3대대를 어뢰정과 무장상선으로 구성해 예비 전력화했다. 그리고 대형 증기기관 상선 한척을 위장순양함으로 개조하고 전황을 기함에 보고하는 관측선으로 썼다.
오스트리아의 함대는 주로 쐐기형이나 학익진의 형태로 기동했다. 테겟호프 제독이 지휘하는 1대대는 주력 화력으로서 전위에 새웠고, 상대적으로 약한 어뢰정이나 외륜선 등으로 구성된 3대대의 경우 뒤로 빼놓았다. 물론 'Kommodor'호나 'Petz's'호 등 통상파괴선들인 2대대는 중앙을 채웠다.
오스트리아의 전술 계획상으로는 자신들의 화력 열세를 극복하는 것이 선결 과제였으며 이를 각개격파 전술로서 해결하려 했다. 적을 부분적으로 고립시키면 해당 부분에서만큼은 화력이 일시적 우위를 점하게 된다는 계산이었다. 이를 위해 사정거리는 짧아지지만 대구경 함포를 구비해 근접전에서의 우위를 꾀하고, 충각전술을 사용해 이탈리아의 소형 함정들을 침몰시킴으로써 숫적 우위 역시 만들어 내겠다는 심산이었다.
이탈리아군은 절대적인 우위에 도취해 별다른 전술 계획을 세우지 않았다. 단지 어떻게 하면 아드리아 해의 요충지인 비스 섬을 점령할 것인가에 모든 관심이 쏠려 있었다. 그런 와중에 별안간 오스트리아 함대가 나타나 그들에게 도발을 해왔다. 페르사노 사령관은 모든 상륙 작전을 중지하고 전열을 갖추라 지시했다. 그런데 무슨 생각이 들었던지 해전 채비 명령을 취소하고 갑자기 이동 명령을 하달했다.
적이 나타났는데도 갑자기 내려진 이동 명령에 이탈리아 지휘관들은 혼란이 생겼다. 안그래도 우왕좌왕 하는 중에 페르사노 제독이 기함까지 옮겨탔다. 원래의 기함 '레디탈리아(Re d'Italia)' 호에서 최신함 '아폰다토레(Affondatore)' 호로 옮겨탄 것이다. 이동 명령에 다들 기관을 풀세일(최고 속도)로 놓고 기동을 하려다가, 기함을 옮겨탄다며 사령관이 기관 정지 명령을 다시 하달하자 전열이 흐트러졌고, 설상가상으로 명령을 제대로 인지 못한 일부 함정들이 그대로 전진, 전열을 본의 아니게 이탈하게 된 것이다. 애당초 공격 전열도 아니었는데 기동까지 제멋대로가 되자 배들은 순간적으로 뿔뿔이 흩어지게 되었다.

## 양국 함대의 조우
| “ | 오스트리아 함대는 전의에 가득차 있었으나 두려움 역시 안고 있었다. 이탈리아 함대의 규모 때문이었다. 이탈리아인들은 12척의 장갑함과 19척의 범선에 총 640여문의 함포를 보유중인데 반해 오스트리아인들은 7척의 장갑함과 20척의 범선 그리고 530여문의 함포 뿐이었다. 전투가 시작되자 이탈리아 연대의 바카 제독은 리사 해역 북쪽을 크게 선회했고, 그것이 전투의 시작을 알리는 기동이 됐다. 그런데 이상하게도 알비니 함대는 페르사노 제독의 발포 명령에도 불구, 포문을 열지 않았다. -스코티 지아코모 著 '1866년 리사, 아드리아 해의 대해전' 中에서 | ” |

개전 초기 양측 함대 진형 조감도
(붉은색):오스트리아 함대-쐐기 진형
(파란색):이탈리아 함대-일자 단종진

수상한 전함들이 시야에 감지됐음을 알리는 수병 관측관들의 경고를 무시하면서, 페르사노 제독은 함대 정렬을 명했고 이것이 오스트리아 함대에게 기습할 타이밍을 주었다. 오스트리아의 테겟호프 제독은 이탈리아 1, 2함대 간에 얼마간 빈 틈이 생기는 것을 놓치지 않았고, 자신의 함대를 그 곳으로 찔러넣어 이탈리아 함정들의 선회를 유도하는 동시에 충각전술을 시도할 목적이었다.
오스트리아 함대가 접근하는 동안 바카 부제독의 예비 함대는 그들에게 맹포격을 퍼부었다. 이에 대해 오스트리아 함대는 함수, 함미포를 통한 소극적 대응 사격만 하고 함대 기동에만 온 힘을 기울였다. 마침 페르사노 제독이 기함을 옮겨타는 중이라 오스트리아 함대가 이탈리아 함대의 사정거리 안을 휘젓는 동안 이탈리아의 본 함대인 2, 3함대는 아무런 대응을 하지 못하고 있었다. 오스트리아 함대는 이탈리아 예비함대에서 받은 약간의 데미지만 있었을 뿐 거의 전력 손실을 입지 않은 상태로 본격적인 해전에 돌입할 수 있었다.
오전 10시 43분까지 오스트리아 함대는 이탈리아 함대에 접근을 마치고 전술 행동에 들어갔다. 오스트리아 함대 쐐기 진형의 좌익을 담당한 <합스부르크 호>, <살라만더 호>, <카이저 막스 호>가 이탈리아 예비 함대를 맡고, 우익의 <돈 후안 데 오스트리아 호>와 <드라쉐 호>, <프린츠 유겐> 호가 알비니 부제독 휘하의 제2함대를 맡았다. 페르사노 사령관은 새 기함인 최신 장갑함 <아폰다토레 호>에 탑승을 완료하고 본격적인 응전 태세에 들어갔다.
이탈리아 함대의 혼란 와중에 폰 페츠 제독은 자신의 2함대를 몰고 이탈리아 본 함대의 뒤를 잡을 기회가 왔다. 그러나 폰 페츠 제독이 이끄는 오스트리아 군의 통상파괴선들은 이탈리아 본함대의 장갑함들에게 맹반격을 받아내야 했다. 2함대 휘하의 프리깃함 <노바라 호>는 총 47발의 피격을 받았고 함장 에릭 아후 클린트(Erik af Klint)가 전사했다. <어제어조그 프리드리히 호>는 흘수선 근처를 피격당하고 겨우 떠있는 수준이었으며, <슈바르첸부르크 호>는 이탈리아의 맹포격에 전투능력을 상실했다.

## 충각전술
이탈리아 함대의 전황이 점차 불리해지자, 페르사노 사령관은 사기를 올리기 위해 충각전술(ramming)을 기획했다. 목표는 장갑이 약한 상대의 통상파괴선들이었다. 상대적으로 우세한 자신의 장갑함들을 급히 상대 통상파괴선 쪽으로 붙였다. 제일 먼저 타겟이 된 <카이저 함>은 상대의 최신형 기함 <아폰다토레 함>이 접근하는 것을 보고 거꾸로 자신이 충각전술을 쓰려 했다. 이를 본 <레 디 포르토갈로 함>이 함수를 돌려 <카이저 함>를 조준하고 곧 발포를 시작했다. <카이저 함>는 재차 함수를 돌리고 <레 디 포르토갈로 함>의 옆구리로 뱃머리를 박아넣었다. 양쪽 함정에선 불길이 치솟고 연기가 자욱해져 앞이 전혀 보이지 않았고, 각자 주마스트와 기관 굴뚝이 부러지면서 두 척 모두 기동을 멈춰야 했다.

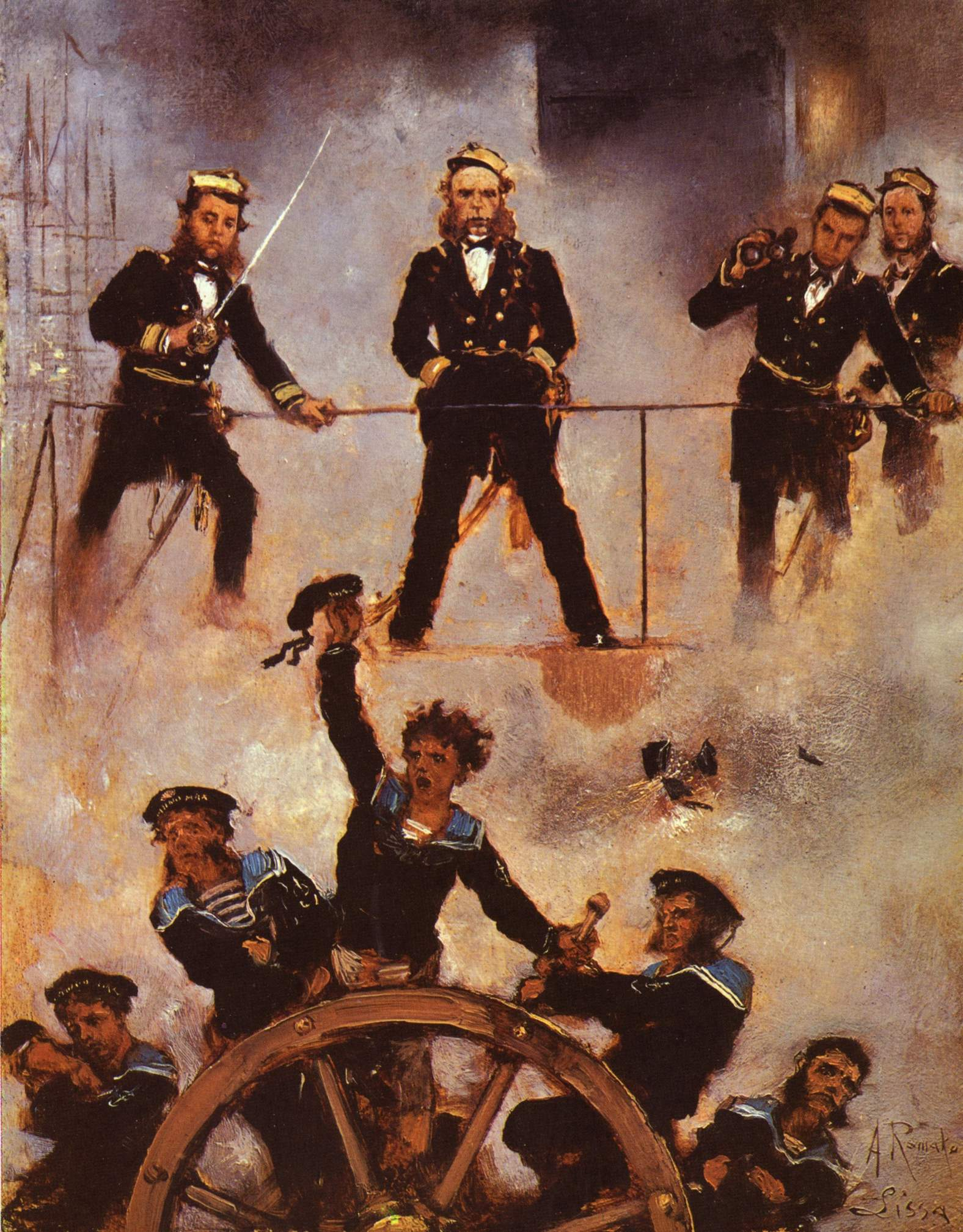
중앙이 테겟호프 제독
---안톤 로마코(Anton Romako) 作

대략 그 때쯤, 테켓호프도 자신의 기함 <어제어조그 페르디난드 막스 함>을 이탈리아 함대의 기함 <레 디탈리아 함>와 <팔레스트로 함> 앞으로 찔러넣었다. 비스듬히 옆을 치고 나갔을 뿐이었으나 의외로 이것이 심각한 데미지를 줘서 특히 <팔레스트로 함>은 주마스트가 부러지고 곧 화염에 휩싸였다.팔레스트로 함장 카펠리니는 선원들에게 배를 버리라 명하고 자신만은 남아서 전열만은 이탈시키려 애썼다. 그의 부하들은 명령을 거부하고 자신들의 함과 함께 운명을 같이 했다. 팔레스트로 함은 오후 2:30분 경, 완전히 침몰했고 230명의 선원 가운데 19명만이 구조됐다.
그럼에도 오스트리아 함대의 기함 <어제어조그 페르디난트 막스 함>은 <파아 디 브루노 함>의 주위를 크게 선회하며 맹포격을 퍼붓고는, 자신의 뱃머리로 <파아 디 브루노 함>을 강하게 들이받았다. 그 때 <파아 디 브루노 함>은 타 함에서 물에 빠진 선원들을 구조 중이었다. 이 공격으로 흘수선 아래에 18피트 정도의 구멍이 나 곧 국기를 내리고 2분만에 가라앉았다. 당시 회고에 따르면, <파아 디 브루노 함>의 함장은 국기를 내리기 직전 권총으로 자살했다고 한다.
2척의 장갑함과 수백명의 사상자를 낸 이탈리아 해군은 급히 전장을 이탈하기 시작했다. 오스트리아 기함 <어제어조그 페르디난트 막스 함> 역시 여러 번의 충각전술 때문에 데미지를 입고 기동 속도가 현저히 느려졌다. 이를 노리고 이탈리아의 <안코나 함>이 후퇴전 마지막으로 충각전술을 시도했다. 그러나 이탈리아의 포수들은 순간 사정거리를 재지 못했고, 장약을 채우는 동안 사격을 할 수 없어 효과는 반감됐다. <마리아 피아 호>와 <코모도르 호>. <폰 페츠 호>, <카이저 호> 등의 통상파괴선들은 장갑이 약해 주로 포격에 집중했는데, 그들이 달아나는 상대의 전함 <레 디 포르토갈로 호>에 포탄을 쏟아붓는동안 적의 기함 <아폰다토레 함> 근처에 자신들이 있는 것을 알아챘다. 4척이 충각전술을 노리고 기관 발동을 최대로 올리는 것을 감지한 아폰다토레 함은 속도를 더 올려 다른 함들과 전장을 이탈해 급히 이탈리아로 귀항을 서둘렀다.

## 전투결과
장갑함 두 척이 침몰하면서 이탈리아 함대는 철수했고, 장거리 사격만 간간히 몇 시간 동안 이어졌다. 우연히도, 이것이 아폰다토레 함의 처음이자 마지막 전투가 됐다. (아폰다토레 함은 1907년 퇴역했다.) 페르사노 제독은 귀항하여 자신들의 승리라며 억지로 자위했으나 얼마 지나지 않아 전투의 정확한 경과가 보고되었고, 신문에 패전으로 보도되면서 이탈리아 상원에 소환됐다. 지휘관들은 숫적 우세에도 참담하게 패배한 무능과 비겁함에 대해 상원의원들과 여론의 맹렬한 비난에 직면했고 불명예스럽게 옷을 벗어야 했다. 페르사노 제독도 알비니 제독과 함께 강제 예편됐다.
한편, 이탈리아 독립의 아버지인 가리발디는 오스트리아 편으로 해전에 참가한 베네치아 인들이 도대체 이탈리아 민족으로서의 자각이 부족하다며 격정적으로 화를 냈다. 테겟호프의 수병들은 크로아티아 인들과 소수의 베네치아 인으로 주로 구성됐는데, 오스트리아 수병들이 베네치아에서 양성되는 까닭에 해군 용어들은 대부분 베네치아 사투리긴 해도 이탈리아어였다. 아이러니컬하게도 테겟호프의 승리 후 그의 수병들의 만세삼창은 이탈리어 어였다. 베네치아가 이탈리아에 합병된 후 당시 리사 해전에 참가했던 베네치아 수병들은 이번엔 이탈리아 해군에 편입돼 복무를 이어나갔다.
테겟호프는 본국에서 영웅적 승리를 축하받고 대제독(Vizeadmiral)으로 승진했다. 오스트리아 해군 역사상 가장 높은 지위였다. 교전은 양국간의 일방적인 승리로 귀결되진 못했다. 해전에 승리한 오스트리아 제국이 이탈리아 왕국의 동맹국인 프로이센 왕국에게 전쟁에서 진 덕분이었다. 오스트리아는 프로이센에게 외교적 위신이 깎였고, 이탈리아의 부탁을 받은 프랑스의 나폴레옹 3세의 강요에 의해 베네치아 지방을 이탈리아에 할양해야 했다. 대신 프랑스 황제는 뼈있는 농담을 이탈리아 지휘관들에게 던졌다.
| “ | 당신들이 또다시 패전한다면 다음엔 파리를 할양해달라고 하겠군. | ” |

그렇지만 테겟호프의 승전으로 오스트리아는 이탈리아에게 달마티아 제도의 섬들과 옛 베네치아 공화국의 아드리아 해 연안 영토까지 내주는 일만은 막았다.
해군 참모들에게 충각전술의 중요성은 깊이 각인돼, 그 후 50년간 전함과 순양함들은 충각전술에 필요한 선수(船首) 설계와 대응 장치를 장착하게 만들었다. 대신 아군 함정끼리 충돌 때문에 쓸데없는 희생도 생겨났다. 그렇지만 해군사에서 충각전술은 다시 시도되지 않았다. (황해해전에서 청국 해군이 일본 해군을 상대로 시도는 했으나 전혀 효과가 없었다.) 함포의 발전과 더불어 충각전술의 효과 및 중요성은 급속히 줄어들게 됐다.
해전사를 연구하는 연구하는 학자들은 장갑의 중요성이 함포의 중요성보다 강조된 거의 유일한 케이스가 리사 해전이었다고 평가했다. 특히 이탈리아 함포 기술의 열세 및 오스트리아-프로이센 간의 해군력 제한 협정(Prussian embargo)으로 인해 오스트리아가 함포 적재를 제한받았던 것이 이런 현상을 부채질했던 것으로 봤다. 충각 전술 때문에 이후 열강들은 장갑이 빈약한 통상파괴선들을 모두 조기퇴역시키거나 장갑함으로 개조했다. 그 예로 <카이저 호>는 리사 전투 직후 개수에 들어가 장갑함으로 개조돼 1869년부터 1873년까지 활동했으며, 이후 <벨로나 호>로 이름이 바뀌어 1902년 퇴역했다.

## 참고 문헌
- Stevens, William Oliver and Allan Westcott (1942). 《A History of Sea Power》. Doubleday.
- Sacchi, Martino. Navi e cannoni: la Marina italiana da Lissa a oggi, Giunti, Firenze 2000.
- Sandler, Stanley. "The Emergence of the Moder Capital Ship." Associated University Presses, Lexington, KY, 1979.
- Scotti, Giacomo. Lissa 1866. la grande battaglia per l'Adriatico, LINT Editoriale, Trieste 2004. ISBN 88-8190-211-7